# حكيم بن حمودة
حكيم بن حمودة (7 أغسطس 1961 -) هو اقتصادي تونسي عمل وزيرا للاقتصاد والمالية في حكومة مهدي جمعة من 2014 إلى 2015.

## النشأة والمسيرة
ولد حكيم بن حمودة في معتمدية جمال في ولاية المنستير وتحصل على شهادة الأستاذية في الاقتصاد من جامعة تونس في 1984، وعلى شهادة الدراسات المعمقة في الاقتصاد من جامعة غرونوبل بفرنسا في 1985 وعلى الدكتورا من نفس الجامعة الفرنسية في 1990 وعلى شهادة إدارة البحوث العلمية في الاقتصاد من نفس الجامعة أيضا في 1999.
عمل مديرا وممثلا للجنة الاقتصادية للأمم المتحدة - إفريقيا من سبتمبر 2001 إلى يوليو 2003 ومديرا لإدارة التجارة والتعاون الجهوي في اللجنة الاقتصادية للأمم المتحدة – إفريقيا من يوليو 2003 إلى يوليو 2006. وعمل في منصب كبير الاقتصاديين في اللجنة الاقتصادية للأمم المتحدة – إفريقيا من أغسطس 2006 إلى 2008. وأصبح مدير معهد التدريب والتعاون الفني في منظمة التجارة الدولية في جنيف بسويسرا من فبراير 2008 إلى 2011. وعمل مستشارا خاصا لرئيس البنك الإفريقي للتنمية في تونس منذ سبتمبر 2011.
وعين في منصب وزير الاقتصاد والمالية في حكومة مهدي جمعة من 2014 إلى 2015.
وعقب الانتخابات التشريعية التونسية 2019، وبعد فشل حكومة الحبيب الجملي في كسب ثقة مجلس نواب الشعب، رشحته رسميا عدة أحزاب لتولي منصب رئيس الحكومة ومهمة تشكيلها وهي قلب تونس وتحيا تونس وحركة الشعب وآفاق تونس وكتلة المستقبل ومشروع تونس وحزب البديل التونسي. 

## الحياة الشخصية
هو متزوج وله طفلان.

## أعماله
- يوميات وزير في المرحلة الانتقالية، - (ترجمه إلى العربية: عبد العزيز جربي)

## اُنظر أيضا
- حكومة مهدي جمعة